# Kazuyuki Toda
Kazuyuki Toda (n. 30 decembrie 1977) este un fost fotbalist japonez.

## Statistici
| Japonia | Japonia | Japonia |
| An      | Meciuri | Goluri  |
| ------- | ------- | ------- |
| 2001    | 10      | 0       |
| 2002    | 10      | 1       |
| Total   | 20      | 1       |